# Liste von Hügelländern
Dies ist eine Liste von Hügelländern.

## Deutschland

### Bayern
- Donau-Isar-Hügelland
- Isar-Inn-Hügelland
- Itz-Baunach-Hügelland
- Obermainisches Hügelland
- Oberpfälzisches Hügelland
- Oberpfälzisch-Obermainisches Hügelland
- Spalter Hügelland
- Stauden (Hügelland)
- Unterbayerisches Hügelland
- Westallgäuer Hügelland

### Baden-Württemberg
- Markgräfler Hügelland
- Oberschwäbisches Hügelland

### Hessen
- Reinheimer Hügelland
- Ronneburger Hügelland

### Niedersachsen
- Ostbraunschweigisches Hügelland
- Osnabrücker Hügelland

### Nordrhein-Westfalen
- Bergisch-Märkisches Hügelland
- Osterwicker Hügelland
- Kamener Hügelland
- Pleiser Hügelland
- Ravensberger Hügelland
- Vaalser Hügelland
- Warsteiner Hügelland

### Rheinland-Pfalz
- Alzeyer Hügelland
- Rheinhessisches Tafel- und Hügelland
- Zweibrücker Hügelland

### Sachsen
- Mittelsächsisches Hügelland

### Schleswig-Holstein
- Schleswig-Holsteinisches Hügelland

### Thüringen
- Nordthüringer Hügelland
- Rosoppe-Frieda-Hügelland
- Hohe Schrecke–Schmücke–Finne (in BfN-Steckbrief Südliches Unstrut Berg- und Hügelland)
- Südharzer Zechsteingürtel
- Unteres Unstrut-Berg- und Hügelland
- Westthüringer Berg- und Hügelland

## Italien
- Langhe

## Litauen
- Wystiter Hügelland

## Österreich
- Bucklige Welt
- Inn- und Hausruckviertler Hügelland
- Oststeirisches Hügelland
- Steirisches Hügelland
- Weinviertel

## Schweiz
- Jura
- Schweizer Mittelland
- Napf

## Slowenien
- Bizeljske gorice
- Brkini-Hügelland
- Cerkljansko hribovje
- Goričko
- Goriška brda
- Haloze
- Hügelland von Idrija
- Polhograjsko hribovje
- Slovenske gorice
- Vipavska brda